# La stanza della morte
La stanza della morte è un romanzo di Jeffery Deaver, noto autore statunitense, e costituisce il decimo episodio della saga che ha come protagonisti Lincoln Rhyme e Amelia Sachs.

## Trama
Un famoso attivista per i diritti dei popoli centro e sud americani viene ucciso in un attentato. Si è trattata di un'operazione del NIOS, un'organizzazione governativa statunitense, volta a bloccare probabili atti di terrorismo. 
La sofisticata macchina di "giustizia preventiva" è però in mano ad un esaltato e Lincoln Rhyme viene incaricato come consulente di trovare prove per rimuovere il capo del NIOS.
Le indagini tra New York e Bahamas si dimostrano più complicate del previsto, lo stesso Lincoln e la sua compagna poliziotto Amelia Sachs rischieranno di essere uccisi da un sicario amante delle armi e della buona cucina.

## Edizioni
- Jeffery Deaver, La stanza della morte, collana Romanzi e racconti, Rizzoli, 2013,  p. 591, ISBN 978-88-17-06617-4.